# Prinsenhof (Haarlem)

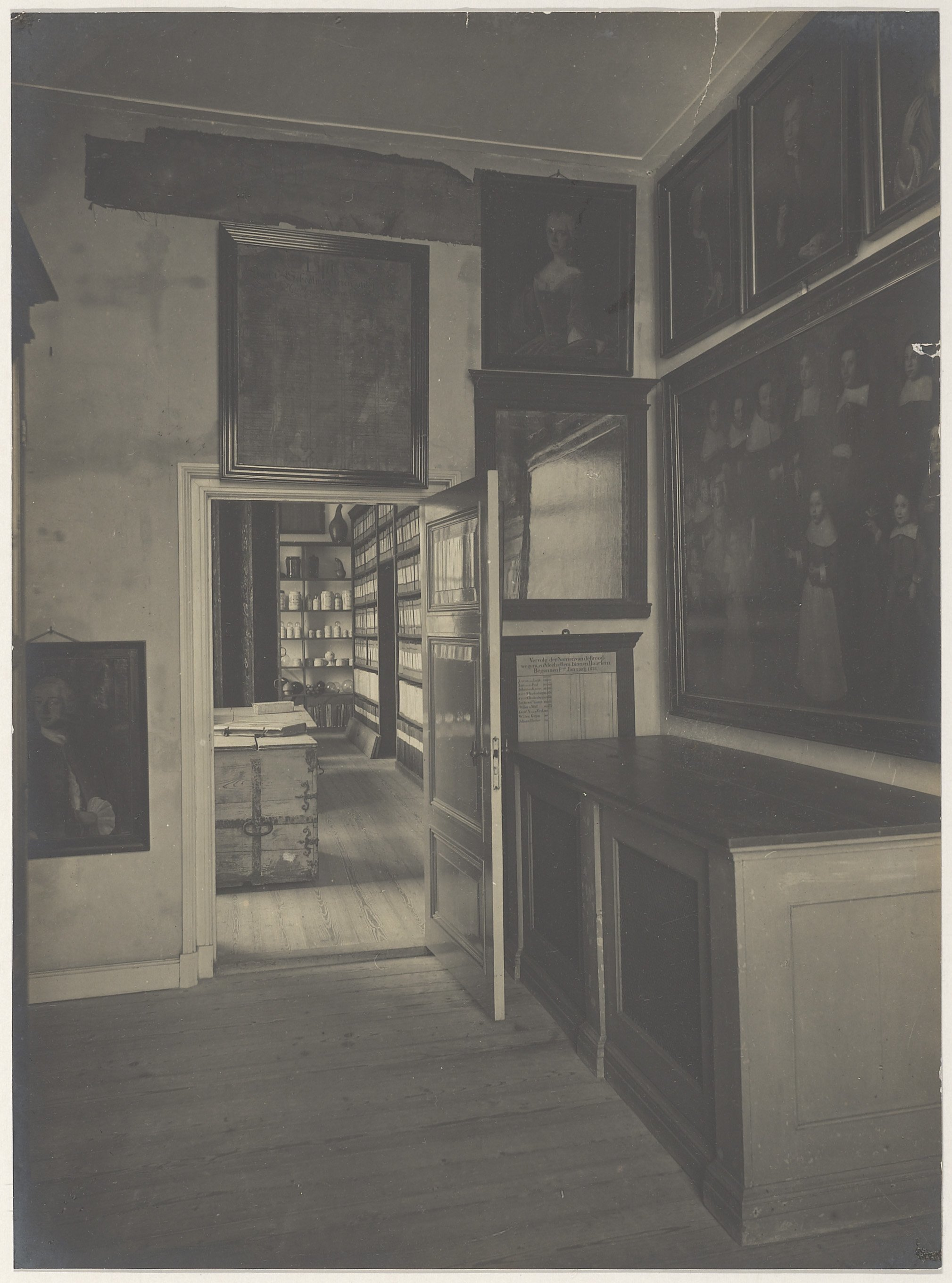
Het Stedelijk museum van schilderijen in het Prinsenhof rond 1900

Het Prinsenhof in Haarlem is een gebouw in het centrum van deze stad tegenover de Hortus Medicus aan het Prinsenhof. Oorspronkelijk maakte het gebouw deel uit van het Predikherenklooster, ook wel Jacobijnenklooster of Dominicanenklooster genoemd. Het gebouw kreeg vanaf 1590 de functie van logement voor de stadhouder en is hierbij in het complex van het Stadhuis van Haarlem opgenomen. Cornelis Cornelisz van Haarlem schilderde in opdracht van het stadsbestuur schilderijen. In 1708 vestigde zich op de eerste verdieping de bibliotheek van Haarlem.
In 1797 werden de schutterijen opgeheven. Negen grote schuttersstukken uit de verenigingsgebouwen werden in het stadhuis opgehangen. Vier van de negen waren geschilderd door Frans Hals. Het gebouw werd aldoende gebruikt om de stedelijke collectie schilderijen te tonen. Vanaf 1602 had de conciërge het verzoek gekregen bezoekers niet te weigeren en vanaf 1780 werd een bezoekerslijst bijgehouden. Hiermee was het een van de vroegste musea van Nederland.
In 1860 werd de tentoonstellingsfunctie geformaliseerd door de gemeenteraad. In 1861 werd een eerste tentoonstelling over de productie van de Nederlandse nijverheid georganiseerd. Op 30 juni 1862 werd het Stedelijk museum van schilderijen (later hernoemd tot Frans Hals Museum) geopend. De zalen werden bestemd voor permanente expositie van de gemeentelijke bezittingen. Er werden 123 schilderijen getoond. De verzameling werd gestaag uitgebreid met schenkingen en een groot bruikleen van het Sint Elisabeth Gasthuis. De hoofdmoot van deze bezittingen vormde in de 19e eeuw een verzameling schuttersportretten van Frans Hals, welke in 1828 op het stadhuis was ondergebracht. Door aankopen en schenkingen groeide het stedelijk kunstbezit zo gestaag, dat in 1908 besloten werd om een nieuw museum in te richten. Hiertoe werd het Oudemannenhuis aan het Groot Heiligland bestemd, dat op 14 mei 1913 als museum in gebruik genomen werd.
In 1921 werd de bibliotheek uitgebreid met een openbare leeszaal. Tot aan 1974 bleef de bibliotheek van de gemeente Haarlem gevestigd in het Prinsenhof.

## Trivia
- In de tuin van het Prinsenhof werd ter gelegenheid van de Vrede van Münster een Vredestempel gebouwd.
- Onder het Prinsenhof door stroomde de Haarlemse beek.

Annaklooster · Begijnhof · Catharinaklooster · Cecilliaklooster · Claraklooster · Dominicanenklooster · Fraterhuis · Jansklooster · Maria en Lazarusklooster · Maria Magdalenaklooster · Margrietklooster · Mariaklooster · Michielsklooster · Norbertijnenklooster · Regulieren in de Waard · Ursulaklooster · Zijlklooster